# Трофей Сера Томаса Ліптона
Трофей Сера Томаса Ліптона (англ. Sir Thomas Lipton Trophy) — футбольне змагання, яке двічі проводилося у 1909 та 1911 році в Турині, Італія за сприяння шотландського бізнесмена Томаса Ліптона, який так само заснував Кубок Виклику Ліптона і Кубок Ліптона. Турнір увійшов в історію як «найперший чемпіонат світу», хоча ще за рік до того, у 1908 році, також у Турині пройшов Міжнародний турнір Stampa Sportiva, а з 1900 року розігрувався футбольний турнір на Олімпійських іграх. До того ж Трофей Сера Томаса Ліптона проходив лише серед європейських клубів, чого недостатньо для чемпіонату світу.

## Історія
У 1909 році в Турині сер Томас Ліптон організував футбольний турнір. Італійці, німці та швейцарці надіслали на цей турнір сильні професіональні клуби, однак англійська федерація футболу у відповідь на пропозицію зробити те ж саме відповіла відмовою. Розуміючи, що без участі родоначальників футболу британців турнір не може вважатися серйозним, Ліптон запросив для участі в турнірі аматорський футбольний клуб з північного сходу Англії під назвою «Вест Окленд». Більшу частину складу цієї команди складали робітники вугільних шахт, однак саме «Вест Окленд» виграв турнір за участю професіоналів з континенту.
У 1911 році англійці повернулися в Італію захищати титул, завойований двома роками раніше, і знову виграли турнір, перемігши у фіналі «Ювентус» з розгромним рахунком 6:1.
У 1982 році вийшов фільм The World Cup: A Captain's Tale, присвячений турніру.
Оригінальний трофей, який «Вест Окленд» отримав назавжди після другої перемоги в 1911 році, був вкрадений у січні 1994 року і надалі його доля невідома. Наразі клуб використовує його копію.

## Турнір-1909

### Учасники
- Збірна міста Турина (Королівство Італія) (здебільшого гравці клубів «Ювентус» та «Торіно»)
- «Штутгартер Шпортфройнде»[en] (Німецька імперія)
- «Вест Окленд»[en] (Англія)
- Вінтертур (Швейцарія)

### Матчі
Півфінали
| 11 квітня 1909 14:45 (UTC+1) |

| Турин XI       | 1-2 | «Вінтертур»          |
| -------------- | --- | -------------------- |
| Ф. Берардо 13' |     | Ланг 25', 55' (пен.) |

| «Велодромо Умберто І» Арбітр: Генрі Гудлі |

| 11 квітня 1909 17:15 (UTC+1) |

| «Штутгартер Шпортфройнде» | 0-2 | «Вест Окленд»                      |
| ------------------------- | --- | ---------------------------------- |
|                           |     | Віттінгтон 10' Дікенсон 88' (пен.) |

| «Велодромо Умберто І» Арбітр: Генрі Гудлі |

Матч за 3-тє місце
| 12 квітня 1909 14:30 (UTC+1) |

| Турин XI                 | 2-1 | «Штутгартер Шпортфройнде» |
| ------------------------ | --- | ------------------------- |
| Дебернарді 35 Дзуффі 75' |     | Кіпп 15'                  |

| «Велодромо Умберто І» Арбітр: Меацца |

Фінал
| 12 квітня 1909 16:30 (UTC+1) |

| «Вест Окленд»                    | 2-0 | «Вінтертур» |
| -------------------------------- | --- | ----------- |
| Р. Джонс 6' (пен.) Дж. Джонс 8.' |     |             |

| «Велодромо Умберто І» Арбітр: Меацца |

## Турнір-1911

### Учасники
- «Ювентус» (Королівство Італія)
- «Цюрих» (Швейцарія)
- «Вест Окленд»[en] (Англія)
- «Торіно» (Королівство Італія)

### Матчі
Півфінали
| 16 квітня 1911 14.30 (UTC+1) |

| «Ювентус»            | 2-0 | «Цюрих» |
| -------------------- | --- | ------- |
| Борель ?' Рейнерт ?' |     |         |

| «Стадіо Корсо Себастополі» |

| 16 квітня 1911 16.30 (UTC+1) |

| «Торіно»             | 2-3 | «Вест Окленд»             |
| -------------------- | --- | ------------------------- |
| Капелло ?' Майсон ?' |     | Кессіді ?' Данн ?' Мур ?' |

| «Стадіо Корсо Себастополі» Арбітр: Глейсер |

Матч за 3-тє місце
| 17 квітня 1911 15:45 (UTC+1) |

| «Торіно»         | 2-1 | «Цюрих»    |
| ---------------- | --- | ---------- |
| Капелло 32', 48' |     | Хаслер 48' |

| «Стадіо Корсо Себастополі» Арбітр: Sheuggle |

Фінал
| 17 квітня 1911 16:30 (UTC+1) |

| «Ювентус»    | 1-6 | «Вест Окленд»                                  |
| ------------ | --- | ---------------------------------------------- |
| Корбеллі 65' |     | Кессіді 3', 9' Джонс 11', 60' Данн 14' Мур 50' |

| «Стадіо Корсо Себастополі» Арбітр: Меацца |